# Zdzisław Goliński
Zdzisław Goliński (ur. 27 grudnia 1908 w Urzędowie, zm. 6 lipca 1963 w Częstochowie) – polski duchowny rzymskokatolicki, doktor habilitowany teologii, biskup pomocniczy lubelski w latach 1947–1951, biskup diecezjalny częstochowski w latach 1951–1963.

## Życiorys
Urodził się 27 grudnia 1908 w Urzędowie. Kształcił się w tamtejszej szkole ludowej i progimnazjum, a począwszy od piątej klasy w Państwowym Gimnazjum Męskim im. Jana Zamojskiego w Zamościu, gdzie w 1926 złożył egzamin dojrzałości. W latach 1926–1930 odbył studia filozoficzno-teologiczne w Seminarium Duchownym w Lublinie. Na prezbitera został wyświęcony 28 czerwca 1931 w katedrze św. Jana Chrzciciela i św. Jana Ewangelisty w Lublinie przez miejscowego biskupa pomocniczego Adolfa Jełowickiego. W latach 1930–1933 kontynuował studia w zakresie teologii moralnej na Wydziale Teologicznym Katolickiego Uniwersytetu Lubelskiego, a w latach 1933–1934 w Rzymie na Papieskim Uniwersytecie Gregoriańskim i Papieskim Uniwersytecie Świętego Tomasza z Akwinu. Wykształcenie poszerzał, studiując pedagogikę i psychologię wychowania. W 1933 uzyskał doktorat z teologii na podstawie dysertacji Cnota czystości według św. Tomasza z Akwinu z uwzględnieniem współczesnej pedagogiki płciowej, a habilitował się w 1945 po przedłożeniu rozprawy Nauka św. Augustyna o kłamstwie.
Po powrocie ze studiów zagranicznych objął funkcje kierownika życia religijnego i ojca duchownego w Gimnazjum Biskupim w Lublinie. Nauczał w Państwowym Seminarium Nauczycielskim Żeńskim w Lublinie i jego Szkole Ćwiczeń. Został pracownikiem naukowym w katedrze teologii moralnej na Wydziale Teologicznym Katolickiego Uniwersytetu Lubelskiego. W Seminarium Duchownym w Lublinie wykładał teologię moralną i pedagogikę. Zajmował stanowisko prezesa Unii Apostolskiej Kapłanów. Na początku II wojny światowej aresztowany przez hitlerowców, został osadzony na zamku w Lublinie. Miał zostać rozstrzelany, ale w marcu 1940 zwolniono go z więzienia. Najpierw świadczył pomoc duszpasterską, następnie był prokuratorem lubelskiego seminarium duchownego, przeniesionego do Krężnicy Jarej, w którym również prowadził wykłady z teologii moralnej, etyki, historii filozofii, pedagogiki i dydaktyki. Po uzyskaniu habilitacji został kierownikiem katedry teologii moralnej Wydziału Teologicznego Katolickiego Uniwersytetu Lubelskiego. Wykładał także w Instytucie Wyższej Kultury Religijnej Katolickiego Uniwersytetu Lubelskiego. W diecezji powierzono mu zadania cenzora książek religijnych, delegata ds. wychowania i nauki, a także wizytatora zakonów i zgromadzeń zakonnych. Był redaktorem „Wiadomości Diecezjalnych Lubelskich” i prezesem Związku Kapłanów „Unitas”. W 1943 został ustanowiony kanonikiem kapituły katedralnej.
28 marca 1947 papież Pius XII mianował go biskupem pomocniczym diecezji lubelskiej (formalnie biskupem koadiutorem bez prawa następstwa) ze stolicą tytularną Hemeria. Święcenia biskupie przyjął 3 sierpnia 1947 w katedrze św. Jana Chrzciciela i św. Jana Ewangelisty w Lublinie. Konsekrował go Stefan Wyszyński, biskup diecezjalny lubelski, w asyście Michała Klepacza, biskupa diecezjalnego łódzkiego, i Stanisława Czajki, biskupa pomocniczego częstochowskiego. Jako zawołanie biskupie przyjął słowa „Crux victoria” (Krzyż zwycięstwem). Objął stanowiska proboszcza parafii katedralnej i oficjała sądu biskupiego.
22 kwietnia 1951 Pius XII przeniósł go na urząd biskupa diecezjalnego diecezji częstochowskiej. Ingres do katedry Świętej Rodziny w Częstochowie odbył 17 czerwca 1951. Przeprowadził 335 wizytacji kanonicznych, konsekrował 28 kościołów, ustanowił 56 nowych placówek duszpasterskich, powołał 2 nowe dekanaty, wyświęcił 280 kapłanów. W 1954 przeprowadził I Synod Diecezji Częstochowskiej w celu skodyfikowania prawa partykularnego. Działał na rzecz rozwoju duszpasterstwa charytatywnego i duszpasterstwa trzeźwości. W 1951 ustanowił niższe seminarium duchowne. Przyczynił się do docelowego wyposażenia kościoła katedralnego. Na jego wnioski Stolica Apostolska w 1951 ustanowiła kapitułę katedralną, a papież Jan XXIII w 1962 nadał katedrze tytuł bazyliki mniejszej. Jego rządy przypadły na czas nasilenia antykościelnej działalności aparatu komunistycznego. Władze utrudniały tworzenie nowych parafii, nie wydawały zezwoleń na budowy kościołów, w 1953 zamknęły tygodnik „Niedziela”. W następstwie likwidacji Wydziału Teologicznego Uniwersytetu Jagiellońskiego utworzył w Wyższym Częstochowskim Seminarium Duchownym w Krakowie tzw. studium domesticum, a po usunięciu religii ze szkół publicznych zorganizował katechezy parafialne w punktach katechetycznych. Występował w obronie Kościoła, w szczególności księży diecezjalnych aresztowanych i skazanych przez komunistyczny reżim. W 1955 w zastępstwie wysiedlonych biskupów katowickich konsekrował katedrę Chrystusa Króla w Katowicach.
Udzielił sakry biskupowi pomocniczemu częstochowskiemu Stefanowi Barele (1961), a jako współkonsekrator uczestniczył w sakrach biskupów pomocniczych lubelskich: Tomasza Wilczyńskiego (1952), Henryka Strąkowskiego (1958) i Jana Mazura (1961).
Brał udział w I sesji soboru watykańskiego II.
Zmarł 6 lipca 1963 w Częstochowie. 9 lipca 1963 został pochowany w krypcie biskupów częstochowskich w bazylice katedralnej Świętej Rodziny w Częstochowie.